# Grand Prix moto du Japon 2019
 (novembre 2019).
Si vous disposez d'ouvrages ou d'articles de référence ou si vous connaissez des sites web de qualité traitant du thème abordé ici, merci de compléter l'article en donnant les références utiles à sa vérifiabilité et en les liant à la section « Notes et références ».
Le Grand Prix moto du Japon 2019 est la 16e manche du championnat du monde de vitesse moto 2019.
Cette 39e édition du Grand Prix moto du Japon s'est déroulée du 18 au 20 octobre sur le Twin Ring Motegi.

## Classement des MotoGP
| Pos              | Num | Pilote            | Moto    | Tours | Temps/Écart     | Grille | Points |
| ---------------- | --- | ----------------- | ------- | ----- | --------------- | ------ | ------ |
| 1                | 93  | Marc Márquez      | Honda   | 24    | 42 min 41 s 492 | 1      | 25     |
| 2                | 20  | Fabio Quartararo  | Yamaha  | 24    | +0 s 870        | 3      | 20     |
| 3                | 04  | Andrea Dovizioso  | Ducati  | 24    | +1 s 325        | 7      | 16     |
| 4                | 12  | Maverick Viñales  | Yamaha  | 24    | +2 s 608        | 4      | 13     |
| 5                | 35  | Cal Crutchlow     | Honda   | 24    | +9 s 140        | 5      | 11     |
| 6                | 21  | Franco Morbidelli | Yamaha  | 24    | +9 s 187        | 2      | 10     |
| 7                | 42  | Alex Rins         | Suzuki  | 24    | +9 s 306        | 11     | 9      |
| 8                | 36  | Joan Mir          | Suzuki  | 24    | +10 s 695       | 12     | 8      |
| 9                | 9   | Danilo Petrucci   | Ducati  | 24    | +14 s 216       | 8      | 7      |
| 10               | 43  | Jack Miller       | Ducati  | 24    | +18 s 909       | 6      | 6      |
| 11               | 44  | Pol Espargaró     | KTM     | 24    | +25 s 554       | 15     | 5      |
| 12               | 88  | Miguel Oliveira   | KTM     | 24    | +27 s 870       | 16     | 4      |
| 13               | 63  | Francesco Bagnaia | Ducati  | 24    | +29 s 983       | 14     | 3      |
| 14               | 82  | Mika Kallio       | KTM     | 24    | +31 s 232       | 17     | 2      |
| 15               | 41  | Aleix Espargaro   | Aprilia | 24    | +32 s 546       | 9      | 1      |
| 16               | 30  | Takaaki Nakagami  | Honda   | 24    | +37 s 482       | 13     |        |
| 17               | 99  | Jorge Lorenzo     | Honda   | 24    | +40 s 410       | 19     |        |
| 18               | 17  | Karel Abraham     | Ducati  | 24    | +43 s 458       | 18     |        |
| 19               | 55  | Hafizh Syahrin    | KTM     | 24    | +46 s 206       | 20     |        |
| 20               | 50  | Sylvain Guintoli  | Suzuki  | 24    | +50 s 235       | 21     |        |
| Ab.              | 46  | Valentino Rossi   | Yamaha  | 4     | Chute           | 10     |        |
| Ab.              | 29  | Andrea Iannone    | Aprilia | 17    | Chute           | 22     |        |
| Rapport Officiel |     |                   |         |       |                 |        |        |